# Max Aebischer

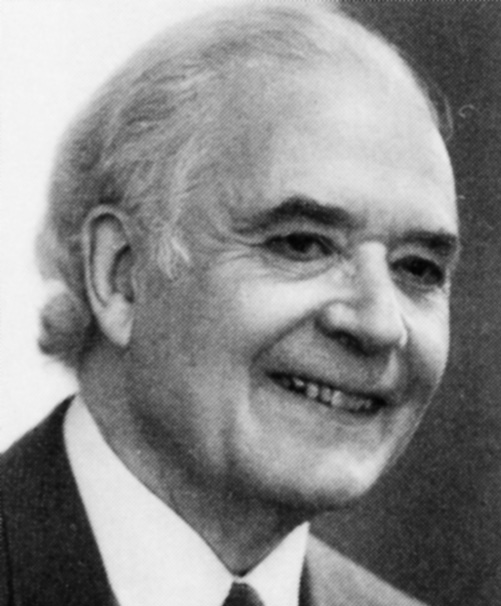
Max Aebischer

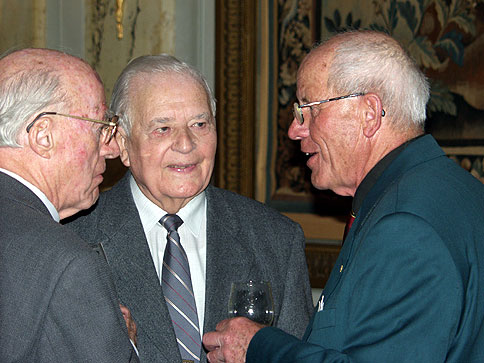
V. l. n. r. Jost Dillier, Max Aebischer, Paul Schmidhalter

Max Aebischer (* 2. Januar 1914 in Rechthalten; † 28. Februar 2009 in Freiburg im Üechtland, heimatberechtigt in Heitenried und St. Ursen) war ein Schweizer Politiker (CVP).

## Biografie
Aebischer, Sohn eines Primarlehrers, ist mütterlicherseits (Mutter geb. Cottier) ein Cousin von Marius Cottier und Anton Cottier. Er besuchte von 1920 bis 1926 die Primarschule in Jaun. Am Kollegium St. Michael in Freiburg erwarb er die Matura. Aebischer studierte Rechtswissenschaften an der Universität Freiburg, wo er Mitglied der Verbindung AKV Alemannia war, und wurde 1941 zum Dr. iur. promoviert. Er belegte auch Vorlesungen in Volkswirtschaft und Soziologie und interessierte sich sehr für Literatur und Geschichte.
1942 wurde Aebischer zunächst Sekretär, von 1945 bis 1966 war er Generalsekretär der Christlichsozialen Gewerkschaftsorganisationen von Freiburg. In den Jahren 1946 bis 1966 war Aebischer Grossen Rat des Kantons Freiburg. Im Jahr 1950 wurde er in den Gemeinderat der Stadt Freiburg gewählt, wo er das Ressort Soziales und Schulen übernahm. Zehn Jahre später, im Jahre 1960, wurde er zum Stadtammann erkoren.
1966 wurde Max Aebischer in den Staatsrat von Freiburg gewählt und 1971 bei den Wiederwahlen bestätigt. Er stand der Direktion für Erziehung und kulturelle Angelegenheiten vor. Dabei folgte er auf José Python (1951–1966) und wurde 1976 von Marius Cottier (1976–1991) abgelöst. Während der Jahre 1971 bis 1974 war er Präsident des Staatsrats. Von 1966 bis 1985 war er auch Präsident der Freiburger Christlichsozialen Bewegung.
Er war von 1951 bis 1971 Mitglied des Nationalrats. 1969 war er Schweizer Nationalratspräsident.
Im Jahr 1976 zog er sich aus der aktiven Politik zurück. Von 1977 bis 1991 präsidierte er den Verwaltungsrat der Freiburger Nachrichten, dem er bereits seit 1962 angehörte. Im Jahr 2005 veröffentlichte er einen Gedichtband mit dem Titel Allerlei Poetisches oder Poetisches Allerlei. Sein Widmungsspruch zum Buch lautete:

«Mut braucht es zum Leben

doch auch Frohsinn und Humor.»

Aebischer war verheiratet und hatte fünf Kinder. Mit seinen 95 Jahren war Max Aebischer der langlebigste unter allen Staatsräten Freiburgs, noch vor Charles Weck (1837–1931).

## Ehrungen und Auszeichnungen
- Ehrensenator der Universität Freiburg i. Üe.[1]